# Дюмон, Лоранс
Лора́нс Дюмо́н (фр. Laurence Dumont) — французский политик, член Социалистической партии, депутат Национального собрания Франции.

## Биография
Родилась 2 июня 1958 г. в парижском пригороде Венсен. В 1986 году вступила в Социалистическую партию. В 1997 году неожиданно победила на выборах в Национальное собрание Франции по 5-му избирательному округу департамента Кальвадос.
В 2001 году Лоранс Дюмон переехала в Кан и стала правой рукой лидера социалистов в столице департамента Луи Мександо. Она была вторым номером в его списке на муниципальных выборах в Кане и заместителем на выборах депутата Национального собрания в 2002 году по 2-му избирательному округу департамента Кальвадос; обе эти кампании социалисты проиграли. В 2007 году она сама стала кандидатом социалистов на выборах в Национальное собрание по 2-му округу и одержала победу. На Конгрессе Социалистической партии в 2008 году поддерживала Мартин Обри в борьбе за пост лидера партии, после ее победы заняла пост национального секретаря Социалистической партии.
В 2011 году Лоранс Дюмон была избрана вице-президентом Национального собрания Франции, а после переизбрания на выборах 2012 года — первым вице-президентом Национального собрания. На праймериз социалистов в 2017 году поддерживала Бенуа Амона, а после его победы была сопредседателем парламентской группы поддержки его президентской кампании. На неудачных для социалистов выборах 2017 года сумела сохранить мандат депутата и выдвинута на пост президента Национального собрания, но получила только 32 голоса. В Национальном собрании была членом Комиссии по иностранным делам.
На выборах в Национальное собрание в 2022 году баллотировалась в качестве заместителя кандидата от левого блока NUPES Артура Делапорта, нового лидера социалистов в департаменте Кальвадос, ставшего по итогам выборов ее преемником в Национальном собрании.

## Занимаемые выборные должности
01.06.1997 — 18.06.2002 — депутат Национального собрания Франции от 5-го избирательного округа департамента Кальвадос 

15.03.1998 — 17.04.2001 — член Совета региона Нижняя Нормандия 

19.03.2001 — 16.08.2008 — член совета города Кан 

17.06.2007 — 21.06.2022 — депутат Национального собрания Франции от 2-го избирательного округа департамента Кальвадос 

04.10.2011 — 20.06.2017 — вице-президент Национального собрания Франции